# Sheshi Avni Rustemi

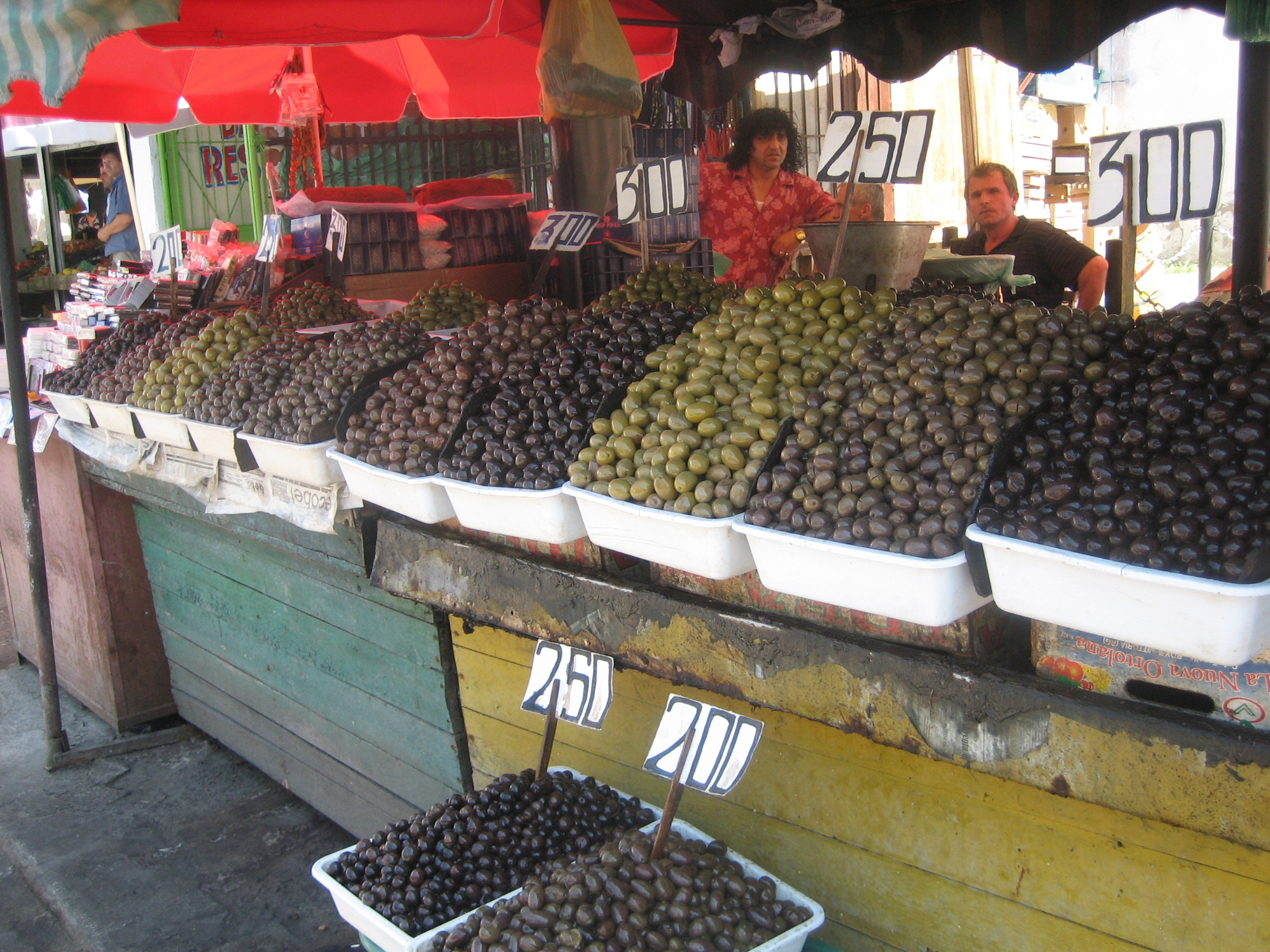
Olijvenstalletje op Sheshi Avni Rustemi

Sheshi Avni Rustemi ([ʃɛʃi avni ɾustɛmi]; 'Avni Rustemiplein') is een plein in de vorm van een rotonde in het centrum van de Albanese hoofdstad Tirana. Het plein ligt twee blokken ten noordoosten van het centrale Skanderbegplein en biedt toegang tot de belangrijkste markt van de stad, Pazari i Ri ('nieuwe bazaar'). De markt concentreert zich rond en voorbij het kruispunt met de Rruga Shemsi Haka aan de noordwestkant van het plein. Op Sheshi Avni Rustemi zelf staan echter doorgaans ook allerlei kraampjes, vooral olijven-, fruit- en notenstalletjes.
Het plein is genoemd naar de leraar, activist en politicus Avni Rustemi (1895-1924) uit Libohovë, die door moord om het leven kwam. In het midden van de rotonde staat een borstbeeld van de man.
Aanpalende straten zijn de Rruga Hoxha Tahsim in het noordoosten, de Rruga Tefta Tashko-Koço in het oosten, de Rruga Luigj Gurakuqi, die richting het Skanderbegplein loopt, in het zuidwesten, de Rruga Shenasi Dishnica in het westen en de Rruga Shemsi Haka in het noorden.
Sheshi Adem Jashari · Sheshi Avni Rustemi · Sheshi Fan Noli · Sheshi Franc Nopca · Sheshi Harry Truman · Sheshi Italia · Sheshi Karl Topia · Sheshi Mustafa Qemal Ataturk · Sheshi Nënë Tereza · Sheshi Paris · Sheshi Shtraus · Sheshi Uillson · Skanderbegplein